# Tashi Wangdi
(Kasur) Tashi Wangdi (Sangag Chöling, 15 april 1947 – Ottawa, 1 mei 2025) was een Tibetaans politicus en diplomaat.

## Levensloop

### Jeugd en studie
Op twaalfjarige leeftijd vluchtte Wangdi met zijn ouders, vier broers en een zus naar India. Daar kwam hij in de eerste groep van 25 leerlingen van het hoofdvluchtelingenkamp in Missamari in Assam die les kreeg aan de eerste Tibetaanse school voor kinderen van vluchtelingen in Mussoorie in de noordoostelijke Indiase staat Uttarakhand.
In 1961 ontving hij samen met drie andere leerlingen een beurs voor Wynberg Allen, een privékostschool in Mussoorie. Nadat hij hier in 1966 slaagde, werkte hij twee jaar lang als vertaler Engels voor de ministeries voor onderwijs en huisvesting van de Tibetaanse regering in ballingschap.
In 1968 ging hij met een studiebeurs van de vluchtelingenorganisatie Ochenden Venture naar het Abingdon College in Abingdon (Oxfordshire) in het Verenigd Koninkrijk. Hierna sloot hij zijn studie af aan de universiteit van Durham in North East England van 1970 en 1973 met een bachelorgraad.

### Loopbaan
In 1974 keerde hij terug naar India om te dienen voor de Tibetaanse regering in ballingschap. Eerst werkte hij tot 1975 als juniorbediende in McLeod Ganj (Dharamsala). Vervolgens was hij van 1976 tot 1987 werkzaam voor het bureau van de dalai lama in New Delhi, opklimmend van secretaris tot officieel vertegenwoordiger, beide functies aanvankelijk als waarnemend functionaris.
Deze functie hield hij aan toen hij in 1985 minister (kalön) werd in verschillende kabinetten in ballingschap. In hoofdzaak was hij dat van buitenlandse zaken tot 1996, met een onderbreking van 1990-1991. Van 1996 tot 2001 werd hij minister voor religie en cultuur. Hierna diende hij opnieuw voor de dalai lama in New Delhi.
In de tussentijd stond hij in 1988 aan het hoofd van de officiële delegatie die onderhandelingen voerde met de regering van de Volksrepubliek China. In 2002 was hij lid van de task force die onderhandelingen met China voerde.
In 2005 werd hij in New York vertegenwoordiger van Tibet voor de landen in Amerika en in 2009 werd hij overgeplaatst naar Brussel waar hij vertegenwoordiger werd van de Tibetanen in ballingschap voor West-Europa, de Maghreb-landen en voor de instituten van de Europese Unie.
In 2011 was Wangdi met Tenzin Namgyal Tethong en Lobsang Sangay kandidaat bij de verkiezingen voor het eerste premierschap nadat de veertiende dalai lama Tenzin Gyatso zijn politieke taken had neergelegd. Deze verkiezingen werden gewonnen door Sangay.
Wangdi overleed op 1 mei 2025 in het Canadese Ottawa. Hij werd 78 jaar.